# Эскинги
Эскинги (др.-англ. Oiscingas, Æscingas), или Ке́нтская династия (англ. House of Kent) — знатный род ютского происхождения, правивший в V—VIII веках в королевстве Кент.

## История
Основателями династии считаются полулегендарные братья Хенгест и Хорса. Согласно легендам, их отец Вихтгильс (англ. Wihtgils‎) был сыном Витты (англ. Witta), который был сыном Векты (англ. Wecta‎), считающегося, в свою очередь, сыном Вотана (Одина).
Королевство Кент часто управлялось двумя королями — один правил западом королевства, а другой — востоком (границей выступала река Медуэй).
Информация о части представителей династии недостаточна и противоречива, в том числе, даже в вопросе происхождения (и принадлежности к династии).